# Energiedispersive Röntgenspektroskopie
Energiedispersive Röntgenspektroskopie (englisch energy dispersive X-ray spectroscopy, EDX, EDXS, EDRS oder EDS, auch energiedispersive Röntgenanalyse, EDA, genannt) ist eine zur Röntgenspektroskopie gehörende Messmethode der Materialanalytik. Man regt die Atome in der Probe durch einen Elektronenstrahl einer bestimmten Energie an, sie senden dann Röntgenstrahlung einer für das jeweilige Element spezifischen Energie aus, die charakteristische Röntgenstrahlung. Diese Strahlung gibt Aufschluss über die Elementzusammensetzung der Probe. Ein ähnliches Verfahren ist die energiedispersive Röntgenabsorption, bei der die Absorption anstelle der Emission ausgewertet wird.

## Entstehung der Röntgenemission

Atommodell zur Erklärung der Entstehung der Röntgenemission (EDX)

Zur Emission charakteristischer Röntgenstrahlung in der Probe muss zunächst das Atom angeregt werden. Dieses kann durch den Beschuss mit Elektronen (z. B. im Rasterelektronenmikroskop) oder durch Bestrahlung mit Röntgenstrahlen (Röntgenfluoreszenz) erfolgen. Dabei wird ein Elektron aus einer der inneren Schalen herausgeschlagen. Ein derartiger Zustand ist instabil und die entstandene „Lücke“ wird sofort durch ein energiereicheres Elektron aus einem höheren Atomorbital aufgefüllt. Die Energiedifferenz wird in Form eines Röntgenquants frei. Die dadurch entstandene Röntgenstrahlung ist charakteristisch für den Übergang und das Atom, also das Element.
Für ein Element sind verschiedene Übergänge erlaubt, je nachdem aus welcher Schale das energiereichere Elektron kommt und in welchem Energiezustand (Schale) die „Lücke“ aufzufüllen ist. So entstehen Röntgenquanten, die mit Kα, Kβ, Lα,… gekennzeichnet sind. Die Energie einer Röntgenlinie (Lage der Linie im Spektrum) ist ein Indikator dafür, um welches Element es sich handelt. Die „Stärke“ der Linie hängt von der Konzentration des Elementes innerhalb der Probe ab.
Des Weiteren entsteht durch Abbremsung von Elektronen im Coulombfeld der Atomkerne Röntgenbremsstrahlung, die den kontinuierlichen Untergrund des EDX-Spektrums ausmacht.

## Funktionsweise des Detektors
Der Detektor misst die Energie jedes eintreffenden Röntgenphotons. Häufig kommen unterschiedliche Varianten von Halbleiterdetektoren zum Einsatz. Typisch sind der Si(Li)-Detektor, der Siliziumdriftdetektor und Detektoren aus hochreinem Germanium.  Wird ein Röntgenphoton im sensitiven Bereich eines solchen Detektors absorbiert, so entstehen dort Elektron-Loch-Paare, deren Anzahl proportional zur Energie des Photons ist. Durch statistische Effekte im Detektor und elektronisches Rauschen kommt es zu einer Verbreiterung der natürlichen Linienbreite, daher müssen einige Detektorarten gekühlt werden.
Die typische Energieauflösung eines Halbleiter-Detektors liegt bei 120–140 eV.

## EDX-Spektren und ihre Auswertung

EDX-Spektrum von Eisenoxid

Im EDX-Spektrum ist die Signalintensität in Abhängigkeit von der Energie der Röntgenquanten aufgetragen. Das EDX-Spektrum besteht aus elementspezifischen Peaks und dem breiten unspezifischen Untergrund, der durch Bremsstrahlung erzeugt wird.

### Peakidentifizierung, Peaküberlagerung und Peakentfaltung
Für die meisten Elemente gibt es im Spektrum mehrere Linien. Bei der Zuordnung von Linien muss überprüft werden, ob alle Linien eines Elementes vorhanden sind und ob ihre Intensitäten im richtigen Verhältnis zueinander stehen. Dabei sind mögliche Peaküberlagerungen mit anderen Elementen zu berücksichtigen. Dieses ist besonders wichtig bei der Peakentfaltung, wenn es zu einer Überlagerung von Signalen verschiedener Elemente kommt. Alternativ könnte eine zusätzliche Messung mit der höher auflösenden wellenlängendispersiven Röntgenspektroskopie (WDX) durchgeführt werden.

### Quantitative Analyse
Die quantitative Analyse von EDX-Spektren ist von vielen Faktoren abhängig, wie z. B. Absorption, Fluoreszenz, Probenkippung, Anregungsenergie. Die Nachweisgrenze kann für die meisten Elemente mit Ordnungszahl größer elf (also ab Natrium) grob mit 0,1 Gew.-% abgeschätzt werden. Für Elemente niedrigerer Ordnungszahl wird die Nachweisgrenze deutlich schlechter. Nachweisbar sind theoretisch alle Elemente mit Ordnungszahl größer vier (also ab Bor) mit fensterlosen Detektoren.

## Laterale Auflösung der Analyse
Die örtliche Genauigkeit einer Messung im Rasterelektronenmikroskop wird durch die Eindringtiefe des Elektronenstrahls in das Material begrenzt. Beim Auftreffen des Strahls auf das Material wird dieser in der Probe gestreut, so dass die emittierten Röntgenstrahlen in einem birnenförmigen Raumvolumen mit einem Durchmesser von 0,1–2 µm entstehen. Die Größe der Anregungsbirne ist in Materialien mit höherer Dichte und bei geringerer Beschleunigungsspannung kleiner. Wird die Beschleunigungsspannung aber zu klein gewählt, können Peaks höherer Energie nicht angeregt und die entsprechenden Elemente nicht nachgewiesen werden.
Eine höhere Ortsauflösung kann erreicht werden, wenn der EDX-Detektor nicht mit einem Raster-, sondern mit einem Transmissionselektronenmikroskop (TEM) kombiniert wird: Da für die TEM-Analyse die Probe als eine sehr dünne Lamelle (< 100 nm) präpariert wird, kann der auftreffende Elektronenstrahl sich nicht so weit im Volumen ausbreiten. Außerdem werden die Elektronen aufgrund der viel höheren Beschleunigungsspannung viel weniger gestreut. Die Auflösung wird dann nur durch den Durchmesser des Elektronenstrahls bestimmt und ist kleiner als 1 nm. Es können aber immer noch Artefakte durch sekundäre Anregungen durch die gestreuten Elektronen oder die erzeugten Röntgenquanten (Röntgenfluoreszenz) am Rest der Probe, am Halter, an Mikroskopteilen oder am Detektor auftreten.
Aufgrund der relativ großen Reichweite von Röntgenstrahlung in Materie liegt der analysierte Bereich bei der Anregung mit Röntgenstrahlung (Röntgenfluoreszenz) im Millimeter- bis Zentimeterbereich.

## Anwendung
EDX-Detektoren finden Verwendung z. B. in folgenden Analysenmethoden:
- REM-EDX: Kombination mit einem Rasterelektronenmikroskop zur Elementanalyse im mikroskopischen Maßstab. Die Anregung erfolgt durch Elektronen. Aufgrund der weiten Verbreitung dieses Verfahrens wird EDX häufig als Kurzform für REM-EDX verwendet. Durch die Kombination des bildgebenden Rasterverfahrens im REM mit der Elementanalyse (EDX) ist es auch möglich Elementverteilungsbilder aufzunehmen.

- TEM-EDX: Kombination mit einem Transmissionselektronenmikroskop (TEM) zur Elementanalyse im mikroskopischen Maßstab. Die Anregung erfolgt durch Elektronen. EDX ist neben EELS eine wesentliche Methode der analytischen Transmissionselektronenmikroskopie, bei der oftmals im Rastermodus (siehe Rastertransmissionselektronenmikroskop) gearbeitet wird.

- Röntgenfluoreszenzanalyse: In einem energiedispersiven Röntgenfluoreszenzspektrometer (EDRFA, engl. energy dispersive X-Ray fluorescence spectrometer, EDXRF) erfolgt die Anregung durch Röntgenstrahlung und es kommt in der Probe zu einer Emission von Röntgenstrahlung nach dem Prinzip der Fluoreszenz. Diese Methode erlaubt eine großflächige Analyse von kompakten Proben.

## Vergleich mit der wellenlängendispersiven Röntgenspektroskopie
Eine Alternative ist wellenlängendispersive Röntgenspektroskopie (WDS oder auch WDX). EDX erlaubt die simultane Messung des gesamten Röntgenspektrums der analysierten Probenstelle und damit die gleichzeitige Analyse aller nachweisbaren Elemente, was einen deutlichen Zeit- bzw. Geschwindigkeitsvorteil mit sich bringt. Dagegen ist die Nachweisempfindlichkeit mit WDX eine Größenordnung besser und gleichzeitig wird eine deutlich höhere spektrale Auflösung des Röntgenspektrums erreicht.